# Palácio do Ingá
O Palácio Nilo Peçanha, popularmente conhecido como Palácio do Ingá, é um prédio que abriga o Museu de História e Arte do Rio de Janeiro (Museu do Ingá). Localiza-se na Rua Presidente Pedreira, 78, no bairro do Ingá, na cidade de Niterói, no Rio de Janeiro, no Brasil. Entre 1903 e 1975, foi a sede do poder executivo do estado do Rio de Janeiro.

## Do Palacete Sande ao Palácio do Ingá
O Palácio do Ingá, denominação da sede do governo estadual, funcionou, em tempos distintos, em dois locais vizinhos no bairro do Ingá. O primeiro numa propriedade do Barão de São Gonçalo que, atualmente, abriga o Colégio Estadual Aurelino Leal, e que foi sede do Governo até a transferência da capital para Petrópolis em 1894. O segundo, quando a capital retornou a Niterói (início do século XX), foi uma propriedade adquirida de um rico industrial português. Tal edifício era chamado de Palacete Sande. 
O Palacete Sande foi construído por volta de 1860, para servir de residência ao médico José Martins Rocha. O palácio, em estilo neoclássico, foi local de importantes reuniões políticas do Partido Liberal do estado, chefiado na época pelo próprio morador. A casa foi vendida em 1896 ao Visconde de Sande, José Francisco Correia, futuro Conde de Agrolongo, que a reformou, adquirindo móveis e objetos decorativos condizentes com sua situação de próspero industrial. O Palacete Sande, como ficou conhecido, foi o palco de recepções que atraíam a elite da sociedade fluminense. 
O conde retornou a Portugal e o palacete foi comprado em 1903 pelo governador eleito Nilo Procópio Peçanha, para servir de sede do Governo fluminense, uma vez que a capital do Estado retornara a Niterói. Reformada, passou a se chamar Palácio do Ingá, nome do antigo palácio. Décadas depois, esse edifício foi oficialmente nomeado Palácio Nilo Peçanha, em homenagem ao ex-governador do estado Nilo Peçanha.
Permaneceu como sede do Governo estadual até a fusão dos Estados do Rio de Janeiro e Guanabara em 1975, quando Niterói deixou de ser capital, passando este título para a cidade do Rio de Janeiro. Com isso, o Palácio foi convertido em museu em 1977. O último governador a morar no palácio fora Raimundo Padilha, que foi, também, último governador do antigo Estado do Rio de Janeiro.

## Uso atual do palácio
Devido à fusão dos Estados da Guanabara e do Rio de Janeiro, a capital do antigo Estado do Rio de Janeiro foi transferida para a cidade do Rio de Janeiro em 1975, perdendo, assim, o palácio, sua finalidade política. 
Em 1977, foi criado, através de um decreto, o Museu Histórico do Estado do Rio de Janeiro, que mais tarde se fundiu ao Museu de Artes e Tradições Populares, passando a ser denominado Museu de História e Artes do Estado do Rio de Janeiro.